# دوري أبطال أوقيانوسيا 2019
دوري أبطال أوقيانوسيا 2019 هو الموسم 18 من  دوري أبطال أوقيانوسيا. أقيم خلال الفترة 26 يناير 2019 وحتى 11 مايو 2019، والذي يشرف على تنظيمه اتحاد أوقيانوسيا لكرة القدم، وكان عدد الأندية المشاركة فيه  18، وفاز فيه هينجين سبورت.